# Droga do domu (film 1999)
Droga do domu (chiń. upr. 我的父亲母亲; chiń. trad. 我的父親母親; pinyin Wǒde fùqin mǔqin) – chiński film melodramatyczny z 1999 roku w reżyserii Zhanga Yimou. Scenariusz oparty jest na opowiadaniu autorstwa Bao Shi.

## Fabuła
Chiński biznesmen Luo Yusheng wraca do rodzinnej wioski na pogrzeb ojca. Mimo przenikliwego zimna matka żąda, by zgodnie ze starą tradycją trumnę przeniesiono na ramionach z odległego miasta do wioski. Pragnie wraz z mężem odbyć tę ostatnią podróż do domu. Dzięki życzeniu matki Luo nieoczekiwanie odnajduje własną drogę.

## Obsada
Źródło: The Internet Movie Database
- Zhang Ziyi – młoda Zhao Di
- Sun Honglei – Luo Yusheng
- Zheng Hao – Luo Changyu
- Zhao Yulian – stara Zhao Di
- Li Bin – babcia
- Chang Guifa – stary sołtys
- Song Wencheng – sołtys
- Liu Qi – stary stolarz Xia
- Ji Bo – stolarz Xia
- Zhang Zhongxi – naprawiacz garnków

## Nagrody i nominacje
Źródło: Filmweb
- 2000 – Srebrny Niedźwiedź – Nagroda Grand Prix Jury w kategorii najlepszy film na Międzynarodowym Festiwalu Filmowym w Berlinie
- 2000 – nagroda Jury Ekumenicznego za najlepszy film w konkursie
- 2000 – nominacja do nagrody Złoty Niedźwiedź na Międzynarodowym Festiwalu Filmowym w Berlinie
- 2000 – nominacja dla Zhanga Yimou do Srebrnego Niedźwiedzia w kategorii najlepszy reżyser
- 2001 – nagroda publiczności na Sundance Film Festival